# Rip This Joint
 (février 2023).
La mise en forme du texte ne suit pas les recommandations de Wikipédia : il faut le « wikifier ».
Les points d'amélioration suivants sont les cas les plus fréquents. Le détail des points à revoir est peut-être précisé sur la page de discussion.
- Les titres sont pré-formatés par le logiciel. Ils ne sont ni en capitales, ni en gras.
- Le texte ne doit pas être écrit en capitales (les noms de famille non plus), ni en gras, ni en italique, ni en « petit »…
- Le gras n'est utilisé que pour surligner le titre de l'article dans l'introduction, une seule fois.
- L'italique est rarement utilisé : mots en langue étrangère, titres d'œuvres, noms de bateaux, etc.
- Les citations ne sont pas en italique mais en corps de texte normal. Elles sont entourées par des guillemets français : « et ».
- Les listes à puces sont à éviter, des paragraphes rédigés étant largement préférés. Les tableaux sont à réserver à la présentation de données structurées (résultats, etc.).
- Les appels de note de bas de page (petits chiffres en exposant, introduits par l'outil «  Source ») sont à placer entre la fin de phrase et le point final[comme ça].
- Les liens internes (vers d'autres articles de Wikipédia) sont à choisir avec parcimonie. Créez des liens vers des articles approfondissant le sujet. Les termes génériques sans rapport avec le sujet sont à éviter, ainsi que les répétitions de liens vers un même terme.
- Les liens externes sont à placer uniquement dans une section « Liens externes », à la fin de l'article. Ces liens sont à choisir avec parcimonie suivant les règles définies. Si un lien sert de source à l'article, son insertion dans le texte est à faire par les notes de bas de page.
- La présentation des références doit suivre les conventions bibliographiques. Il est recommandé d'utiliser les modèles {{Ouvrage}}, {{Chapitre}}, {{Article}}, {{Lien web}} et/ou {{Bibliographie}}. Le mode d'édition visuel peut mettre en forme automatiquement les références.
- Insérer une infobox (cadre d'informations à droite) n'est pas obligatoire pour parachever la mise en page.

Pour une aide détaillée, merci de consulter Aide:Wikification.
Si vous pensez que ces points ont été résolus, vous pouvez retirer ce bandeau et améliorer la mise en forme d'un autre article.
Pistes de Exile on Main St.
Rocks Off
(1) Shake Your Hips
(3)
Rip This Joint est une chanson du groupe de rock britannique The Rolling Stones parue sur l'album Exile on Main St. en mai 1972. Écrite et composée par Mick Jagger et Keith Richards et produite par Jimmy Miller, la chanson est enregistrée à la Villa Nellcote, la demeure de Keith, dans le sud de la France.

## Analyse artistique
Rip This Joint est l'une des chansons les plus rapides du répertoire des Rolling Stones, avec une sensation rockabilly prononcée. L'interprétation effrénée de Mick Jagger des paroles de la chanson énonce un conte décousu à travers l'Amérique du point de vue d'un étranger : 
« Maman dit oui, papa dit non, décide-toi parce que je dois y aller
Je vais semer la pagaille à l'Union Hall, m'écraser contre le mur »
Il demande l'entrée à l'Union américaine avec des allusions aux problèmes juridiques du groupe, des lieux possibles de la prochaine tournée américaine du groupe aux États-Unis, en plus de faire référence au président des États-Unis Richard Nixon et à sa femme Pat :
« Monsieur le Président, Monsieur de l'Immigration, laissez-moi entrer, chéri, dans votre beau pays
Je suis à destination de Tampa et Memphis aussi. La petite et grosse Fanny est en cavale »
Les paroles de la chanson font référence à des rencontres avec la groupie Barbara "the Butter Queen", célèbre pour l'utilisation du beurre lors de ses relations avec des rockstars, et les membres des Dixies Cups lors de leur passage dans le sud de la nation :
« Descendez à la Nouvelle-Orléans avec la reine Dixie
passez à Dallas, au Texas, avec le Butter Queen »

## Enregistrement

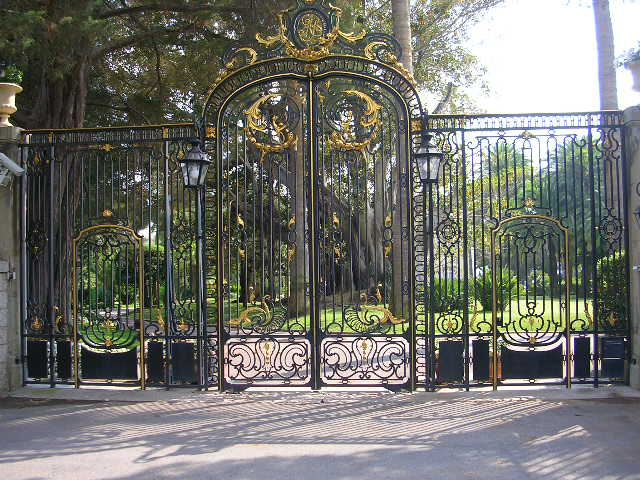
Entrée de la villa Nellcote (à Villefranche-sur-Mer) où est enregistré la chanson

L'enregistrement a commencé à la fin de 1971 dans la demeure louée de Richards en France, la Villa Nellcote, en utilisant le Rolling Stones Mobile Studio. Avec Mick Jagger au chant principal, Keith Richards joue de la guitare électrique avec Mick Taylor, et Charlie Watts joue de la batterie. Bill Plummer fournit la contrebasse pour l'enregistrement tandis que Nicky Hopkins joue du piano à la Johnnie Johnson. Bobby Keys joue deux solos de saxophone, Jim Price joue de la trompette et du trombone.

## Reception
Dans son analyse de la chanson, Bill Janovitz commente:
« Les Rolling Stones ont expérimenté la fusion des genres de deux artistes, le rockabilly de Jerry Lee Lewis et le rock 'n' roll/boogie-woogie de Chuck Berry. Dans le mix, on entend à peine les guitares, qui pendant tout le long du morceau sont sous la trompette, le sax et le piano... Le résultat est un rythme frénétique qui ressemble aux tempos joués par les groupes de punk rock hardcore environ dix ans plus tard, reconnaissant certainement la brutalité excitante des débuts du rock & roll... Même si le groupe, plus que l'aimer, ne le ressent pas et ne le préconçoit pas tel qu'il est, l'enregistrement semble exposer l'image de rien de moins que les grands espaces de l'Amérique à travers sa musique nationale - de l'âme rustique urbaine de la country au jazz de la Nouvelle-Orléans. Rip This Joint donne le ton de ce voyage, en tant que récit de voyage moderne de style Route 66, de Birmingham à San Diego." »

## Postérité
Rip This Joint est régulièrement joué par le groupe du début au milieu des années 1970 et est apparu dans le film de concert Ladies and Gentlemen: The Rolling Stones, avant de disparaître complètement de leurs setlists. La chanson a été réintroduite dans les setlists du groupe à divers concerts du groupe lors de la tournée européenne de Voodoo Lounge Tour en 1995 (dont un enregistremement apparait sur l'album live Totally Stripped en 2016) et a également été interprétée lors du Forty Licks Tour en 2002 et 2003.
La chanson apparait sur la compilation Made in the Shade en 1975.
La chanson est jouée dans la scène d'ouverture du film Way of the Gun en 2000.
Le groupe de punk rock américain Green Day a interprétée la chanson durant l'émission Late Night with Jimmy Fallon.
La chanson apparait durant le générique de fin de l'épisode Homer Like a Rolling Stone issue de la saison 14 de la série d'animation américaine Les Simpson, dans lequel apparaissent Mick Jagger et Keith Richards, avec d'autres rockstars comme Elvis Costello, Lenny Kravitz, Tom Petty et Brian Setzer.

## Personnel
Crédités:
- Mick Jagger : chant, chœurs.
- Keith Richards : guitare électrique, chœurs
- Mick Taylor : guitare électrique
- Bill Plummer : contrebasse
- Charlie Watts : batterie
- Nicky Hopkins : piano
- Bobby Keys : saxophone
- Jim Price : trombone, trompette